# الميادين

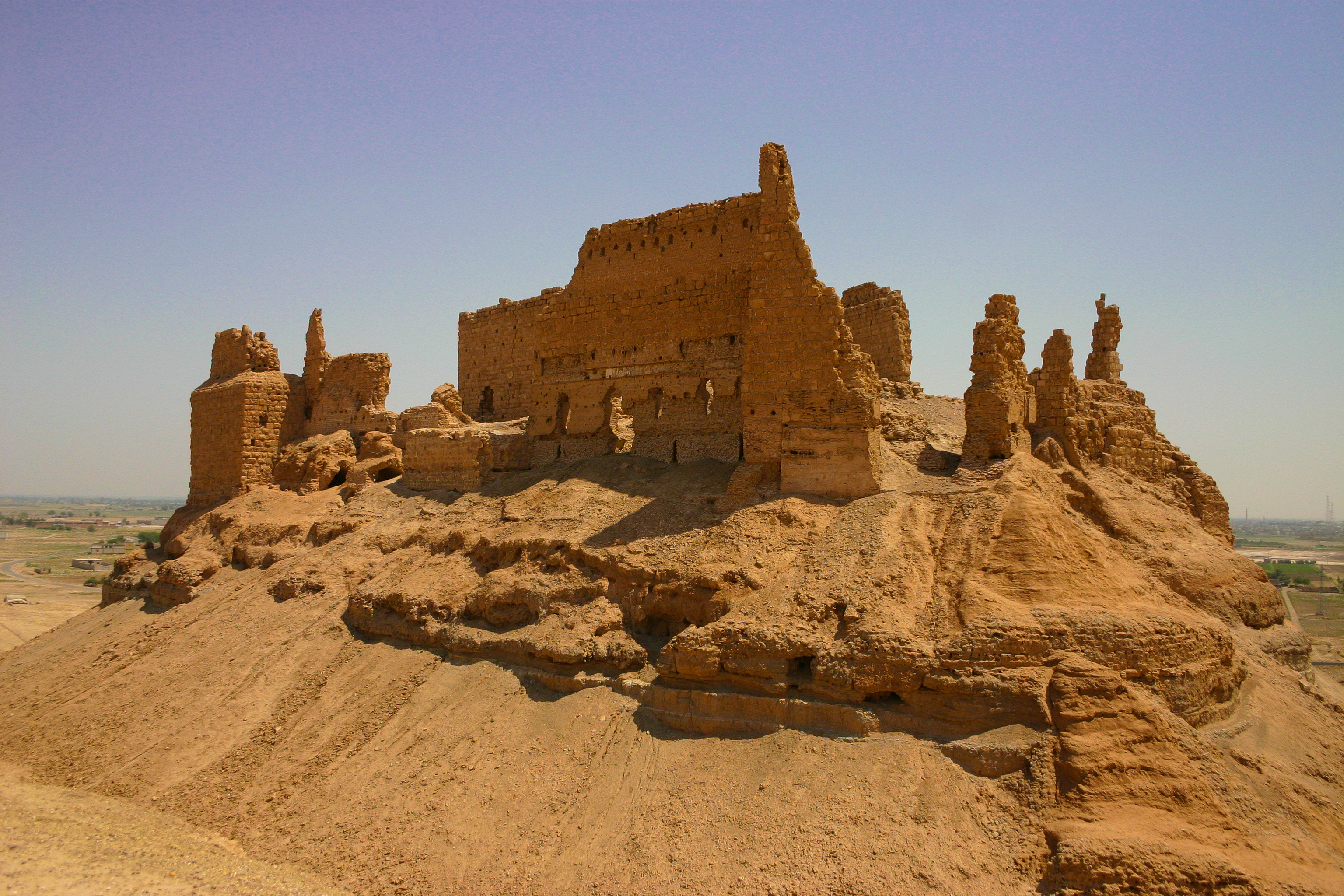
قلعة الرحبة في الميادين تصوير اسماعيل الحسن

الميادين او (المياذين) مدينة سورية تابعة لمحافظة دير الزور، وكانت سابقا تسمى الرحبة وهي موقع ومدينة أثرية هامة في منطقة حوض الفرات ؛ وتقع على نهر الفرات على بعد 45 كيلومترًا من مدينة ديرالزور في الجهة الجنوبية الشرقية منها.
تقع الميادين وسط سهل خصب على نهر الفرات، يعمل كثير من أهلها بالتجارة والزراعة، وتشتهر بمواقع أثرية عديدة من أهمها قلعة الرحبة التاريخية الشهيرة .
ولقد جاءت تسمية (المياذين) لكثرة المآذن فيها ثم حرفت فيما بعد الى الميادين ، و لها و لقلعتها أهمية تاريخية كبيرة.

## مناطق
من أهم المدن التابعة للميادين بلدة العشارة وهي تقع على ضفة نهر الفرات، ومن القرى الهامة التابعة لمنطقة الميادين قرية القورية التي يسميها الطيارون المدينة الخضراء لانهم يرونها بلون أخضر وهي الوحيدة التي ترى بهذا الشكل واسمها التاريخي هو (الداليا).
ومن القرى التابعة المحيطة:  الطيبة وتشكل الحدود الشرقية للميادين والمطلة أيضا على نهر الفرات.

## تاريخ

### العصر القديم
تم تعريف الميادين على أنها أوداتا القديمة التي عرفها بطليموس، على الرغم من أن البعض يشير إلى أن أوداتا كانت حيث تقع حديثة الآن في العراق.

### العصور الوسطى
الميادين كانت مدينة وقلعة رحبة مالك بن طوق التي تعود إلى العصور الوسطى، والتي أسسها الدولة العباسية واسم المدينة الأصلي مالك بن طوق. تقع المدينة في موقع استراتيجي عند مفترق طرق على الضفة الغربية لنهر الفرات وتعتبر منفذ لسوريا من العراق، وكانت السيطرة على المدينة محل نزاع شديد من قبل القوى الإسلامية والقبائل البدوية في المنطقة، وقد نمت لتصبح واحدة من المدن الإسلامية الرئيسية في وادي الفرات وكانت مركزًا إداريًا. 
دمر زلزال المدينة عام 1157، وبعد ذلك منحها حاكم الدولة الزنكية نور الدين زنكي إلى أسد الدين شيركوه بن شاذي، العم الأبوي لصلاح الدين الأيوبي .نقل شيركوه القلعة على بعد حوالي أربعة كيلومترات جنوب غرب الموقع الأصلي. ظلت المستوطنة الجديدة، المعروفة باسم "الرحبة الجديدة"،[6] المركز المهم لمنطقة الفرات خلال معظم العصر الأيوبي المملوكي (القرنين الثاني عشر والخامس عشر)،  وهي اليوم عبارة عن حصن مدمر يُعرف باسم "قلعة الرحبة". أصبحت المستوطنة الأصلية تُعرف في النهاية باسم "مشهد الرحبة". وكان الأخير يقع في الموقع الحالي للميادين.

### العصر الحديث

الميادين هي المركز الإداري لناحية الميادين.

في أوائل القرن العشرين، كانت الميادين المقر الإداري لقضاء العشارة في متصرفية الزور وكانت تحتوي على مقر إقامة قائم مقام الخاص بها. في تقرير استخباراتي عسكري بريطاني من القرن العشرين، كان عدد سكان المدينة 2000 نسمة معظمهم من المسلمين السنة وأقلية صغيرة من المسيحيين، كان هناك بازار والعديد المساجد بمئذنة مائلة. وفقًا للمستكشف التشيكي الويس موسيل، الذي زار المدينة عام 1912، كان لدى الميادين حامية من اثني عشر دركيًا وعشرة من رجال الشرطة وعشرة من راكبي البغال، كانت هناك مدرسة ابتدائية للبنين في المدينة، كان عدد السكان حوالي 2500 نسمة، يتألفون من حوالي أربعمائة عائلة مسلمة، وخمس عشرة عائلة سريانية أرثوذكسية (معظمهم لاجئون من ماردين)، وثلاث عائلات يهودية، يعيشون في إجمالي 380 منزلاً. في 19 يونيو 1947، تحطمت طائرة رحلة بان أم الرحلة 121، التي كان على متنها الضابط جين رودينبيري (الذي استمر في إنشاء المسلسل التلفزيوني ستار تريك)، على بعد 4 أميال (6.4 كم) من البلدة.

### الثورة السورية
خلال الحرب الأهلية السورية، استولى الجيش السوري الحر على المدينة في أواخر أغسطس 2012 بعد اشتباكات في المدينة فيما تبقى لدى الجيش السوري تلة مدفعية في المنطقة، تمت السيطرة عليها في 22 نوفمبر، واستولت الفصائل على مساحة كبيرة من الأراضي شرق القاعدة إلى الحدود العراقية.
 في 3 يوليو / تموز 2013، استولى تنظيم الدولة الإسلامية على المدينة، وقد تعرض التنظيم إلى مقاومة محلية مما اضطر لتنظيم دفاع بطول 13 كيلومتر حول المدينة.

في 3 نيسان / أبريل 2017، أثناء هجوم قوات سوريا الديمقراطية على مدينة الرقة، أفيد بأن تنظيم الدولة الإسلامية ينوي نقل عاصمته من مدينة الرقة إلى مدينة الميادين وذلك بعد عملية نقل القادة والموارد من الرقة إلى الميادين دام أشهر، وفي 21 نيسان / أبريل 2017 أعلنت الولايات المتحدة أنها شنت غارة استهدفت الميادين وقتلت عبد الرحمن أوزبكي، وهو أحد قادة التنظيم.
في 10 أكتوبر 2017، تمت محاصرة المدينة من قبل الجيش السوري، وبدأ القتال في الضواحي استعدادا لاقتحام المدينة ، في 11 أكتوبر 2017 حقق الجيش السوري تقدما كبيرا داخل مدينة الميادين، وسيطر على حوالي 60 في المئة من المدينة ، وفي 14 أكتوبر 2017، استعاد الجيش السوري المدينة بالكامل وبذلك أنهى حكم تنظيم الدولة الإسلامية الذي دام 4 سنوات.
في 8 ديسمبر 2024، سيطر الجيش السوري الحر على المدينة بما عُرف آنذاك بعملية ردع العدوان. 